# زیردریایی یو-۲۱۷
زیردریایی یو-۲۱۷ (به انگلیسی: German submarine U-217) یک زیردریایی بود که طول آن ۷۶٫۹ متر (۲۵۲ فوت ۴ اینچ) بود. این زیردریایی در سال ۱۹۴۱ ساخته شد.